# كاثرين غوتليب
كاثرين غوتليب (بالإنجليزية: Katherine Gottlieb)‏ هي مسيرة أعمال أمريكية، ولدت في عقد 1950.